# نادي بني ياس
نادي بني ياس الرياضي الثقافي  يعرف بنادي بني ياس هو نادٍ رياضي إماراتي من مدينة بني ياس، في إمارة أبوظبي. يبرز الفريق في كرة القدم، كما يلعب رياضات أخرى هي كرة اليد، كرة الطائرة، تنس الطاولة. تأسس الفريق في 1981. يرأسه الشيخ سـيف بـن زايـد آل نهـيان.
تم تأسيس وإشهار نادي بني ياس بقرار من المجلس الأعلى للشباب والرياضة في عام 1982، ويقع النادي في منطقة بني ياس بإمارة أبوظبي. وتنطلق رسالة النادي نحو رفع همم الشباب وتوجيهها للأنشطة الرياضية والثقافية، وإبعادهم عن كل ما هو ضار، ولكي يصبحوا نافعين لمجتمعهم، ويمثلوا وطنهم وناديهم التمثيل المشرف. كما أن رؤية المؤسسين لنادي بني ياس تؤكد على أن يصبح النادي رمزاً للتفوق والتميز في مختلف الأنشطة الرياضية والثقافية والاجتماعية، ودفع عجلة التطور الرياضي وفقا للتصور والمنظور المخطط له من قبل القيادة الرشيدة.
وبدأ الفريق البداية الصحيحة بتكوين قاعدة من الناشئين والشباب، الذين لعبوا أولا في مسابقات الصغار والناشئين التي ينظمها اتحاد كرة القدم، إلى أن قوي عودهم وأصبحوا أكثر جاهزية للمشاركة في دوري الدرجة الثانية آنذاك. وبعد رحلة كفاح شاقة تمكن الفريق من تحقيق حلمه بالصعود لأول مرة للدرجة الأولى في موسم 87-1988، وواصل الفريق تحقيق نجاحاته، ففي الموسم الخامس لصعوده 91-1992، أفلح في الفوز بكأس صاحب السمو رئيس الدولة كأكبر انجاز في تاريخ النادي حتى الآن.
ومنذ تأسيسه وحتى قبل موسمين، والفريق يتأرجح صعوداً وهبوطاً ما بين الدرجة الأولى والثانية، إلى أن صعد إلى دوري اتصالات للمحترفين في بداية الموسم الرياضي 2009-2010 بعد فوزه ببطولة دوري الدرجة الأولى، وقدم في ذلك الموسم مستوى متميزا أهله لاحتلال المركز الرابع، وواصل الفريق مسيرته الناجحة في دوري المحترفين، و قدم في الموسم 2010-2011 مستوى أفضل من سابقه و نافس بقوة للفوز ببطولة الدوري.

## تاريخ النادي
تأسس نادي بني ياس الرياضي الثقافي عام 1981 بقرار من المجلس الأعلى للشباب والرياضة، حيث أتى قرار التأسيس ليلبي حاجة المنطقة لتطوير البنية التحتية لها، ورعاية المجتمع المحلي لمنطقة بني ياس في العاصمة أبوظبي، والمساهمة بفعالية لبناء أجيال من الشباب الواعي والمسؤول، ليساهم بفعالية في بناء النهضة الشاملة لدولة الإمارات العربية المتحدة، عبر إيجاد البيئة الصحية المناسبة لتطوير قدراتهم ومهاراتهم وخلق روح المنافسة والتحدي الشريفين في شتى المجالات الرياضية والثقافية، متطلعين أن يصبح النادي عبر رؤية قيادته من أعلى الهرم وحتى أقل العناصر البشرية التي تمثله وأن يصبح مركزاَ للتفوق والتميز والإبداع الرياضي والثقافي والاجتماعي.. عملت إدارات النادي بالتعاقب على الاهتمام بالفئات العمرية لتشكيل قواعد سنية متكاملة لردف الفريق الأول لكرة القدم، حيث بدأوا بمسابقات الصغار والناشئين التي ينظمها اتحاد كرة القدم إلى أن صقلت خبراتهم ومهاراتهم وتمكنوا من بناء فريق يستطيع المنافسة وينتقلوا للمشاركة في دوري الدرجة الثانية وبعد رحلة ليست بالقصيرة توجت جهود كافة المعنيين واللاعبين بالانتقال لتمثيل مدينة بني ياس في مسابقات النخبة في الدرجة الأولى وكان لهم ذلك عام 87-1988.
بعد خمس سنوات من اللعب بين الكبار أحرز الفريق أولى بطولاته بنيله شرف الفوز وحمله كأس صاحب السمو رئيس الدولة وكان ذلك في موسم 91-1992، تلا ذلك بعض الصعوبات بالتنقل بين كل من دوري الدرجة الأولى والثانية إلى أن أتى موسم 09-2010 ليحقق النادي نجاحاً آخر بحلوله المركز الرابع في الدوري وليُبقي على إسمه بين الكبار منذ ذلك التاريخ.
وفي موسم 2012 – 2013 شارك الفريق في أولى المنافسات الخليجية له لينتزع اللقب في ملعب الشامخة ليحفر إسمه بسجلات البطولة بين الكبار في الخليج عبر خليجي 28 عندما فاز على الخور القطري بهدفين نظيفين.
- المصدر: تاريخ النادي

## رئاسة النادي
| الاسم                                 | المنصب                            |
| ------------------------------------- | --------------------------------- |
| الفريق سمو الشيخ سيف بن زايد آل نهيان | رئيس نادي بني ياس الرياضي الثقافي |
| سمو الشيخ حامد بن زايد آل نهيان       | النائب الأول لرئيس نادي بني ياس   |
| سمو الشيخ عمر بن زايد آل نهيان        | النائب الثاني لرئيس نادي بني ياس  |

- المصدر: رئاسة النادي

## مجلس الإدارة
مجلس إدارة نادي بني ياس الرياضي هو المجلس الإداري الأعلى في بنية النادي التنظيمية، بما فيه شركة كرة القدم وشركة الألعاب الرياضية بالإضافة إلى شركة بني ياس للاستثمار، يترأس مجلس إدارة النادي سعادة اللواء أحمد ناصر الريسي، وسعادة العميد ناصر خادم الكعبي نائباً للرئيس، فيما يضم المجلس عضوية كل من: حميد محمد بولاحج الرميثي، محمد سعيد عباد الهاملي، سنان أحمد محمد المهيري، العقيد ياسر محمد النعيمي، العقيد أحمد محمد بوهارون الشامسي
| الاسم                  | المنصب                                       |
| ---------------------- | -------------------------------------------- |
| سعادة أحمد ناصر الريسي | رئيس مجلس إدارة نادي بني ياس الرياضي الثقافي |
| سعادة ناصر خادم الكعبي | نائب رئيس مجلس إدارة نادي بني ياس            |

- المصدر: مجلس الإدارة

## شركة نادي بني ياس الرياضي الثقافي
شركة نادي بني ياس لكرة القدم هي إحدى الشركات العاملة تحت مظلة نادي بني ياس الرياضي الثقافي وتختص بتطوير رياضة كرة القدم والاهتمام بالمواهب الناشئة ورعاية الشباب المهتمين بهذه الرياضة كما أن الشركة تعمل على الدوام للتأكد من التطوير المستدام لكافة فرق كرة القدم المختلفة من الفئات السنية وصولاً إلى الفريق الأول. كما أنها تدير أكاديمية بني ياس لكرة القدم التي تسعى من خلالها لإنشاء قاعدة قوية مستدامة من المواهب التي من شأنها دعم الفرق الرئيسية بالمواهب التي تحتاجها. . يقع مقر الشركة في ستاد الشامخة الجديد ويحتوي على الأقسام الإدارية المختلفة منها الإدارة التنفيذية والمالية والإعلامية والتسويقية والشوؤن الإدارية والقانونية والموارد البشرية. يترأس مجلس إدارة شركة كرة القدم سعادة مبارك عوض بن محيروم، والأعضاء السيد عبد الرحمن عبد الله الصيعري والسيد مسلم سهيل الكثيري والسيد محمد عيضة بن طناف المنهالي والسيد صالح إسماعيل الحمادي.

## تشكيلة الفريق الحالية
ملاحظة: تشير الأعلام إلى المنتخب الوطني على النحو المحدد في قواعد الأهلية للفيفا. قد يحمل اللاعبون أكثر من جنسية واحدة غير تابعة للفيفا.
| الرقم | البلد                       | المركز | اللاعب                                     |
| ----- | --------------------------- | ------ | ------------------------------------------ |
| 1     | الإمارات العربية المتحدة    | حارس   | محمد خلف                                   |
| 3     | البرازيل                    | مدافع  | جواو فيكتور                                |
| 4     | السويد                      | مدافع  | جون بانجسبو U23 (معار من نادي الجزيرة)     |
| 5     | الإمارات العربية المتحدة    | مدافع  | حسن المحرمي                                |
| 6     | الإمارات العربية المتحدة    | مدافع  | خلف الحوسني                                |
| 7     | الإمارات العربية المتحدة    | وسط    | فواز عوانة                                 |
| 8     | الإمارات العربية المتحدة    | وسط    | عبد الله البلوشي                           |
| 9     | الإمارات العربية المتحدة    | مهاجم  | فهد بدر (معار من نادي الإمارات)            |
| 10    | الأرجنتين                   | وسط    | خوان باوزا (معار من يونيفرسيتاتيا كرايوفا) |
| 11    | جمهورية الكونغو الديمقراطية | وسط    | أرنود لوسامبا                              |
| 12    | مالي                        | مهاجم  | يوسف نياكاتي                               |
| 13    | الإمارات العربية المتحدة    | مدافع  | حميد المهري U23                            |
| 14    | الإمارات العربية المتحدة    | وسط    | محمد المنهالي                              |
| 16    | الإمارات العربية المتحدة    | مهاجم  | مطر الحوسني U23                            |
| 17    | الإمارات العربية المتحدة    | حارس   | خالد البلوشي                               |
| 18    | الإمارات العربية المتحدة    | وسط    | سهيل النوبي                                |

| الرقم | البلد                       | المركز | اللاعب            |
| ----- | --------------------------- | ------ | ----------------- |
| 19    | جمهورية الكونغو الديمقراطية | وسط    | إسحاق تشيبانغو    |
| 20    | الإمارات العربية المتحدة    | وسط    | سيف المنهالي U23  |
| 21    | الإمارات العربية المتحدة    | مهاجم  | محمد الحارثي U23  |
| 23    | الإمارات العربية المتحدة    | مدافع  | خميس الحمادي      |
| 24    | الإمارات العربية المتحدة    | مدافع  | عبد الرحمن أمان   |
| 25    | البرازيل                    | وسط    | سايل سوزا         |
| 26    | الإمارات العربية المتحدة    | مدافع  | خميس المنصوري U23 |
| 27    | غانا                        | مدافع  | عمر علي U23       |
| 30    | السنغال                     | مهاجم  | أبو بكر سيسيه U23 |
| 33    | رومانيا                     | مدافع  | أندري بوركا       |
| 50    | صربيا                       | وسط    | لازار ماركوفيتش   |
| 55    | الإمارات العربية المتحدة    | حارس   | فهد الظنحاني      |
| 74    | مصر                         | مدافع  | أدهم خالد         |
| 78    | الإمارات العربية المتحدة    | مدافع  | خالد المهري U23   |
| 88    | الإمارات العربية المتحدة    | وسط    | علي المصعبي U21   |
| 89    | الإمارات العربية المتحدة    | حارس   | محمد المهري U23   |

## بطولات الفريق

### محلياً
كأس رئيس الدولة
- موسم 1991 – 1992

دوري الدرجة الثانية (دوري الدرجة الأولى حالياً)
- موسم 1994 – 1995
- موسم 1997 – 1998
- موسم 2004 – 2005
- موسم 2008 – 2009

### خليجياً
كأس الأندية الخليجية
- موسم 2012 – 2013

## نبذة عن النادي
تمت الموافقة المبدئية على إشهار النادي في اجتماع المجلس الأعلى للشباب والرياضة والمنعقد بتاريخ 30/1/ 1982 م وتم تشكيل لجنة من قبل المجلس الأعلى للشباب والرياضة مكونة من السادة عبد المحسن الدوسري وأحمد ثاني ومنذر محسن وبتاريخ 15/12/1982 صدر قرار المجلس الأعلى للشباب والرياضة رقم 82 لسنة 1982بإشهار نادي بني ياس الرياضي تحت رقم 44 أندية في إمارة أبو ظبي منطقة بني ياس.
- وافق اتحاد كرة القدم بجلسته رقم 38 بتاريخ 16/3/1982 على انضمام النادي لأسرة الاتحاد كنادي درجة ثالثة على أن تكون المشاركة للموسم 1984/1985 بفرق الشباب والناشئين ولأشبال.
- وافق اتحاد كرة السلة بجلسته رقم 109 بتـاريخ 2/3/1982 على انضمام النـادي لأسرة الاتحاد.
- وافق المكتب التنفيذي لاتحاد الكرة الطائرة بجلـسته رقم 3 تاريخ 8/5/1983 على انضمام النادي لأسرة الاتحاد.
- وافق اتحاد الدراجات بجلسـته رقم 43 بتاريخ 16/2/1983 على انضمام النادي لأسـرة الاتحاد.
- وافق اتحاد كرة الطاولة بقراره رقم 70 بتاريخ 9/2/1983 على انضـمام النادي لأسـرة الاتحاد.

يزاول أكثر من ( 700 ) لاعب نشاطه حالياً في مختلف الأنشطة الرياضية.
تـولى سمو الشيخ / حمـدان بـن زايـد آل نهيان رئاسـة أول مجلس لإدارة النادي وخلفه في موسم (1986/1987) م سمو الشيخ /سعيد بن طحنون أل نهيان كرئيس للنادي وسمو الشيخ / سعيد بن زايد آل نهيان رئيسا لمجلس الإدارة.
في مـايـو 2000 م أصـدر صاحب السمو الشيخ / خليفة بن زايد آل نهيان قرارا بتكليف سمو الشيخ سيف بن زايد آل نهيان برئاسة النادي. وأصدر سموه قرارا بتعين سمو الشيخ حامد بن زايد آل نهيان نائبا لرئيس النادي.
وفي 17/ 10/ 2004 أصدر صاحب السمو الشيخ / خليفة بن زايد آل نهيان قرارا بإعادة تشكيل رئاسة النادي على النحو التالي:
- 1 ) سـمو الشـيخ / سـيف بـن زايـد آل نهـيان رئيـساً للـنادي
- 2 ) سـمو الشـيخ / حامد بن زايد آل نهيان النائب الأول لرئيس النادي
- 3 ) سـمو الشـيخ / عمـر بن زايد آل نهيان النائب الثاني لرئيس النادي

## وصلات خارجية
- موقع نادي بني ياس الرياضي الثقافي
- أخبار النادي